# Apartadero (puentes)

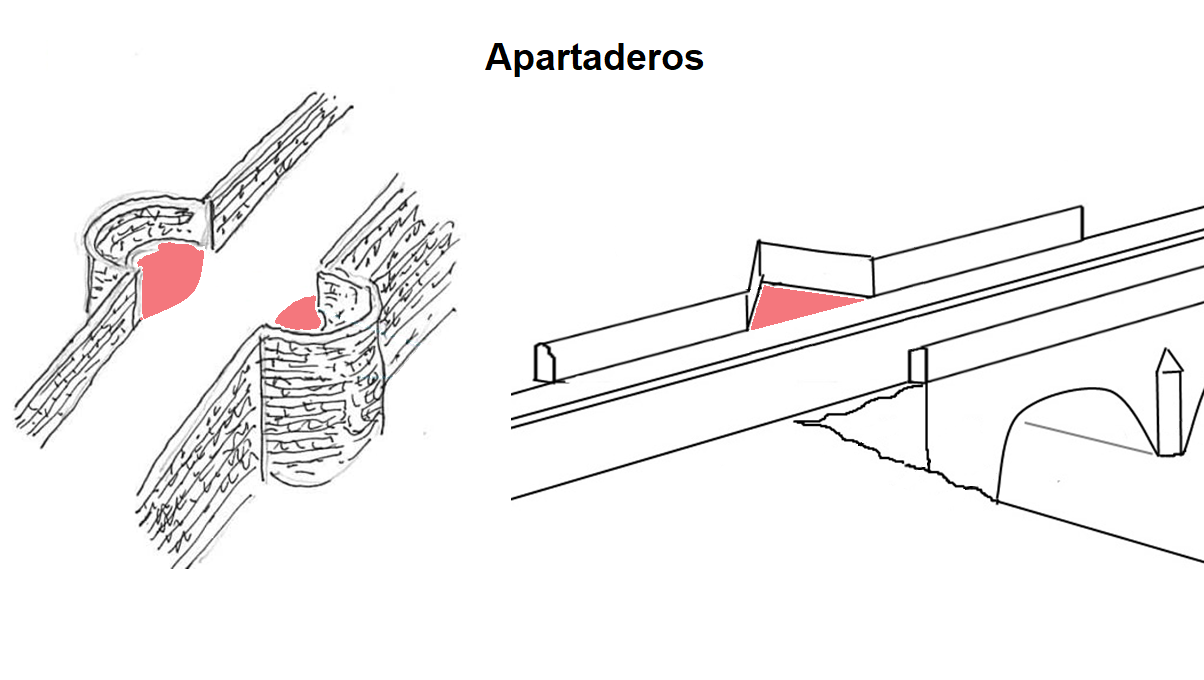
Apartaderos o balconcillos (en rojo)

En la arquitectura de puentes, un apartadero o balconcillo es una zona de parada de peatones o descanso en los márgenes de la calzada o tablero —normalmente encima de los pilares, contrafuertes o tajamares, en puentes antiguos, o de las aletas o estribos, en puentes modernos—, si bien también pueden estar en voladizo o en forma de púlpito. Los pretiles que rodean los apartaderos forman parte integral de los parapetos del puente.

## Definición
En el Glosario de términos relacionados con puentes de fábrica, se define como «ensanchamiento que hay de trecho en trecho a los lados de los puentes para que puedan retirarse los que pasan y dejar paso a los que vienen en dirección contraria». En otros idiomas, como el inglés y el francés, se usa la palabra «refugio» para estos elementos.
Son comunes en puentes de acceso a la ciudad, largos puentes fluviales, puentes dedicados al paso de vehículos y puentes turísticos, habiendo servido en el pasado para dejar paso a las caballerías, mientras que en los puentes más modernos forman parte de la acerca. Ocasionalmente, se utilizaban también como lugar de vigilancia (común en siglos pasados) o aduana.En el caso de los tajamares, ya que muchas veces se trata de dos aspectos del mismo elemento, a veces se consideran palabras intercambiables, aunque sus objetivos arquitectónicos son distintos (uno sirve para repartir la corriente de agua y por ende reducir el empuje contra los pilares, y el otro sirve para el refugio de viandantes).
La forma de los apartaderos se ajusta, según el caso, a su objetivo, el diseño de los elementos con los que interactúa y a propósitos arquitectónicos y decorativos. Suelen ser semicirculares, triangulares, ojivales, pentagonales (en la forma ⌂), en forma de baluarte y rectangulares (en menor medida). Cuando son semicirculares y anchos, reciben también el nombre de glorieta, siendo muchas veces la superficie superior de un contrafuerte en forma de tambor. Por otra parte, los apartaderos de forma más puntiaguda forman muchas veces espolones. Debido a que son elementos que sobresalen del perfil del puente, muchas veces incluyen elementos decorativos como esculturas o fuentes en su interior, o escudos estampados en su exterior.
En muchos de los apartaderos hay bancos o asientos para el descanso, y pueden servir como miradores para disfrutar de las vistas, como en el Puente Viejo de Betanzos (sobre el río Mandeo) o el Antiguo puente del Meno. Ambos son además clásicos ejemplos del combinado de apartaderos y tajamares. Este tipo de apartaderos, por su función, se llaman muchas veces sencillamente descansos.

## Ejemplos
| |  | |  | |
| El puente de Alcántara en Toledo, España, presenta dos pares de apartaderos, uno clásico en forma de baluarte, coronando los amplios contrafuertes del arco fluvial hacia la entrada a la ciudad, mientras que el otro par consta de dos hendiduras rectangulares en voladizo o púlpito hacia el arco de acceso al puente. |  | El Antiguo puente del Meno, en Wurzburgo, Baviera (Alemania), con sus destacados tajamares rematados con amplios balconcillos en forma de baluartes defensivos, donde están ubicadas sus famosas estatuas y bancos de piedra circundantes para el descanso de peatones. |  | El puente de Gallox, en Somerset, Reino Unido, presenta un sencillo ejemplo de apartadero creado por una hendidura en el parapeto (cuya baja altura se debe a que fue diseñado para el paso de bestias de carga). |